# Centistes striatus
Centistes striatus är en stekelart som beskrevs av Chen och Van Achterberg 1997. Centistes striatus ingår i släktet Centistes och familjen bracksteklar. Inga underarter finns listade.